# جيم تايرون
جيم تايرون (بالإنجليزية: Jim Tyrone)‏ هو لاعب كرة قاعدة أمريكي، ولد في 29 يناير 1949 في اليس في الولايات المتحدة.

## وصلات خارجية
- جيم تايرون على موقع الدوري الياباني لكرة القاعدة (الإنجليزية)
- جيم تايرون على موقعبيزبول رفرنس.كوم (الدوري الرئيسي) (الإنجليزية)
- جيم تايرون على موقعبيزبول رفرنس.كوم (الدوري الثانوي) (الإنجليزية)
- جيم تايرون على موقع إي إس بي إن.كوم (أم.أل.بي) (الإنجليزية)
- جيم تايرون على موقع مشجعي الرسوم البيانية (الإنجليزية)